# 7488 Robertpaul
7488 Robertpaul este o planetă minoră (asteroid) din centura de asteroizi. A fost descoperită pe 27 mai 1995 la Catalina Station⁠(d) de Carl W. Hergenrother⁠(d). 
Obiectul prezintă o orbită caracterizată de o semiaxă mare de 1,9587254 UAi, o excentricitate de 0,05, o înclinație de 24,10553 ° în raport cu ecliptica.